# Leopold Josef Mayböck
Leopold Josef Mayböck ist ein österreichischer Regional- und Heimatforscher.

## Leben
Der pensionierte, während seiner Berufstätigkeit u. a. als Angestellter in der Modeschmuck-Branche tätige, Heimatforscher wohnt in Schwertberg, hat in seinem regionalen Umfeld zahlreiche Nachforschungen angestellt und die Ergebnisse seiner Tätigkeit auch publiziert. 
2005 wurde er vom Landeshauptmann zum Konsulenten für Heimatpflege der OÖ. Landesregierung ernannt und zum Archiv-Kurator bestellt. Er wirkte in zahlreichen Gremien und Projekten aktiv mit, u. a.:
- Arbeitsgemeinschaft Regional- und Heimatforschung am Institut für Kunst und Volkskultur, Linz
- Leitungsausschuss des OÖ. Forum Volkskultur im Landeskulturzentrum Ursulinenhof in Linz
- „Schande, Folter, Hinrichtung“ – Projekt zur Aufarbeitung der oö. Strafrechtsaltertümer, OÖ. Landesmuseum, Linz
- Arbeitsgemeinschaft Turntobel – Neumarkt im Mühlkreis – Projekt in Zusammenarbeit mit dem OÖ. Landesmuseum, Linz[1]
- Arbeitskreis Windegg im Schwertberger Kulturring, Schwertberg
- Kultur und Museumsverein Windhaag – Altenburg bei Perg, Windhaag bei Perg

und ist Mitautor mehrerer Heimatbücher von Gemeinden des Unteren Mühlviertels. Auf Grund seiner in den 1980er-Jahren begonnenen Sammlertätigkeit verfügt er über ein umfangreiches Privatarchiv. 
Seine laufende Publikationstätigkeit konzentriert sich auf die Oberösterreichischen Heimatblätter, das Windegger Geschehen (Mitteilungsblatt des Arbeitskreises Windegg im Schwertberger Kulturring), ergänzt von fallweisen Veröffentlichungen in weiteren Zeitschriften und Broschüren.

## Publikationen und Manuskripte

### Oberösterreichische Heimatblätter
- Leopold Josef Mayböck: Das Dorf Vogled, der Vogelweider-Hof und die Volgeltenne von Weitersfelden. Ein Beitrag zur Besiedlungsgeschichte des unteren Mühlviertels. In: Oberösterreichische Heimatblätter. 43. Jahrgang, Heft 3, Linz 1989, S. 249–261 (ooegeschichte.at [PDF]).
- Leopold Josef Mayböck: Geschichte des Bauerngutes Bairböck in der Ortschaft Doppl. In: Oberösterreichische Heimatblätter. 48. Jahrgang, Heft 2, Linz 1994, S. 156–159 (ooegeschichte.at [PDF]).
- Leopold Josef Mayböck: Der Pechölstein beim „Eiserbauer“ in der Mühlviertler Gemeinde Schwertberg im Bezirk Perg. In: Oberösterreichische Heimatblätter. 64. Jahrgang, Heft 1/2, Linz 2010, S. 78–83 (land-oberoesterreich.gv.at [PDF]).
- Leopold Josef Mayböck: Essgeschichte(n), Die Speiseordnungen für das Schloss- und Meierhofpersonal Schwertberg im 17. und 18. Jahrhundert. In: Oberösterreichische Heimatblätter. 65. Jahrgang, Heft 3/4, Linz 2011, S. 164–170 (land-oberoesterreich.gv.at [PDF]).
- Leopold Josef Mayböck: Das Gut auf der Edt/Tragwein: Bäuerliches Leben im Rückspiegel. In: Oberösterreichische Heimatblätter. 69. Jahrgang, Heft 1/2, Linz 2015, S. 3–17 (land-oberoesterreich.gv.at [PDF]).

### Heimatbücher
- Leopold Josef Mayböck: Geschichte der Herrschaft von Windegg und Schwertberg. In: Heimatbuch Tragwein. Verschönerungsverein Tragwein (Herausgeber), 1987
- Leopold Josef Mayböck, diverse Artikel in: Gemeinde Allerheiligen (Hrsg.): Heimatbuch Allerheiligen. 1992:
  - Ur- und Frühgeschichte
  - Die territoriale Entwicklung des Allerheiliger Raumes im Hoch- und Spätmittelalter
  - Herrschaftsgeschichte
  - Die Öder von Geiersberg, Schwertberg, Kriechbaum und Siegenhofen
  - Sitze und Freihöfe
  - Die Naarnschwemme
  - Erdställe
  - Flurnamen in der Gemeinde Allerheiligen
  - Die Vogeltennen

- Leopold Josef Mayböck, diverse Artikel, in: Unsere Heimat – der Bezirk Perg, Verein zur Herausgabe eines Bezirksheimatbuches Perg – Gemeinden des Bezirkes Perg (Herausgeber), 1995:
  - Ur- und Frühgeschichte
  - Die territoriale Entwicklung des Machländer Raumes
  - Der Machländer Raum uns seine Geschichte
  - Die Die Hochfreien von Perg/Machland und Velburg/Klam
  - Altstraßen und Sumpfade im Unteren Mühlviertel

- Leopold Josef Mayböck, diverse Artikel in: Franz Moser u. a.: Heimatbuch der Stadt Perg 2009. Linz 2009:
  - Der Raum Perg im ausgehenden Frühmittelalter
  - Die Zeit der Herren von Perg/Machland, Klam/Velburg
  - Der Markt Perg im Spätmittelalter unter der landesfürstlichen Herrschaft Freistadt
  - Der Markt Perg vom 16. bis zum 19. Jahrhundert
  - Der Burgfried und das Marktgericht von Perg
  - Alte Verkehrs- und Handelswege
  - Grundherrschaften und ihre Besitzungen
  - Die Burgherrschaft Mitterberg
  - Burgställe – Adelssitze – Freihöfe
  - Das Bauerntum und die Volkskultur
  - Die Mühlen entlang des Naarnflusses
  - Elementare Ereignisse im Laufe der Jahrhunderte

- Leopold Josef Mayböck, diverse Artikel in: Mehr als nur Steine. Heimatbuch der Naturpark- und SOS-Kinderdorfgemeinde Rechberg, Linz 2009:
  - Das Untere Mühlviertel in der Ur- und Frühgeschichte
  - Die Entwicklung des Rechberger Raumes und sein Umland im Hochmittelalter
  - Das Jahr 1209 und die Geschichte dieser Zeit
  - Ereignisse in Rechberg und seiner Umgebung im Mittelalter
  - Rechberg vom Beginn der Neuzeit bis zur Auflösung der Grundherrschaft 1848/50
  - Häuser, die viel zu erzählen haben
  - Georg Grüll, ein berühmter Oberösterreicher

- Leopold Josef Mayböck: Mühlen im Umkreis von Münzbach. In: Münzbach, Land und Leute – Gestern und heute, Marktgemeinde Münzbach (Herausgeber), 2010
- Leopold Josef Mayböck, diverse Artikel in: Marktgemeinde Wartberg und Arge Heimatbuch (Hrsg.): Wartberg ob der Aist – Erforschtes – Überliefertes – Erzähltes. Heimatbuch anlässlich der 900-Jahr-Feier, 2011:
  - Ur- und Frühgeschichte
  - Das Frühmittelalter und die erste Kolonisationsperiode
  - Die Herrschaft Haus bei Wartberg

### Projekt Turntobel
- Arbeitsgemeinschaft Turntobel in Neumarkt im Mühlkreis und in Kefermarkt (2004 bis 2006)[1][2]
  - Leopold Josef Mayböck: Das Edle Geschlecht der Hochfreien von Griesbach im Mühlviertel.
  - Leopold Josef Mayböck: Die ritterliche Familie der Pernauer.
  - Leopold Josef Mayböck: Der Buchmayr Hof (Pumer) in der Ortschaft Matzelsdorf Nr. 15, Gemeinde Neumarkt (Erdstall).
  - Leopold Josef Mayböck: Ein historischer Abriss über die Umgebung des Burgstalles Turntobel, Gemeinden Kefermarkt und Neumarkt im Mühlkreis.

### Windegger Geschehen
Windegger Geschehen (WG), Mitteilungsblatt des Arbeitskreises Windegg im Schwertberger Kulturring
- Leopold Josef Mayböck: Beitrag zur Geschichte der Herrschaft Windegg im Regensburger Luss. WG, 5. Ausgabe, Februar 1983, S. 2–4.
- Leopold Josef Mayböck: Die Meierhöfe der ehemaligen Herrschaft von Windegg und Schwertberg. WG, 6. Ausgabe, Februar 1984, S. 2–8.
- Leopold Josef Mayböck: Handwerker und Zünfte im Herrschaftsbereich von Windegg und Schwertberg. Die Müllner. WG, 7. Ausgabe, Februar 1985, S. 3–12.
- Leopold Josef Mayböck: Dietrich de Windekk, das Geschlecht der Windegger im 13. Jahrhundert. WG, 8. Ausgabe, Februar 1986, S. 2–6.
- Leopold Josef Mayböck: Zur Geschichte der Kartoffel in Schwertberg. WG, 8. Ausgabe, Februar 1986, S. 8–9.
- Leopold Josef Mayböck: 700 Jahre Markt Schwertberg. WG, 9. Ausgabe, April 1987, S. 2–3.
- Leopold Josef Mayböck: Über Aberglauben, Zauberei und Hexerei im Laufe der Geschichte. WG, 10. Ausgabe, März 1988, S. 2–9 (darin Der Wagenlehner Hexenprozess von 1730 bis 1731. S. 4–6).
- Leopold Josef Mayböck: Geschichte über die Jagd und Fischerei im ehemaligen Windegger und Schwertberger Wildbann, Der Wolf in der Ikonographie und Geschichte. WG, 11. Ausgabe, März 1989, S. 2–13.
- Leopold Josef Mayböck: Hans III von Tschernembl und seine Zeit 1535 bis 1595. WG, 22. Ausgabe, 2000, S. 2–11.
- Leopold Josef Mayböck: Der russische Fürst Rasumoffsky und seine Frau Konstantine, geb. Gräfin Thürheim, und ihre Zeit im 18. und 19. Jahrhundert. WG, 25. Ausgabe, September 2003, S. 2–18.
- Leopold Josef Mayböck: Elementare Ereignisse, Brände, Hungersnöte und Krankheiten in den vergangenen Jahrhunderten. WG, 26. Ausgabe, Juli 2004, S. 2–13 (ooegeschichte.at [PDF]).
- Leopold Josef Mayböck: Das Jahr 1945 in Schwertberg und Umgebung, WG, 27. Ausgabe, Mai 2005, S. 2–15 (ooegeschichte.at [PDF]).
- Leopold Josef Mayböck: Das Landgericht Schwertberg 1591–1850. Teil I. WG, 28. Ausgabe, Juni 2006, S. 2–14 (ooegeschichte.at [PDF]).
- Leopold Josef Mayböck: Die Flurnamen in der ehemaligen Gemeinde Windegg. WG, 28. Ausgabe, Juni 2006, S. 14–19 (ooegeschichte.at [PDF]).
- Leopold Josef Mayböck: Eberhard I. von Capellen und seine Zeit 1330–1386. WG, 29. Ausgabe, Mai 2007, S. 1–17 (ooegeschichte.at [PDF; 4,6 MB]).
- Leopold Josef Mayböck: Beitrag zum 800-jährigen Burgjubiläum von Windegg. WG, 30. Ausgabe, Juni 2008, S. 2–19 (ooegeschichte.at [PDF]).
- Leopold Josef Mayböck: Das Landgericht Schwertberg 1591–1850. Teil II. WG, 31. Ausgabe, Mai 2009, S. 2–8 (ooegeschichte.at [PDF]).
- Leopold Josef Mayböck: Die Flurnamen in der Ortschaft Lina, Gemeinde Schwertberg. WG, 31. Ausgabe, Mai 2009, S. 8–15 (ooegeschichte.at [PDF]).
- Leopold Josef Mayböck: Das Marktgericht und die Schwertberger Taidinge, Ein Beitrag zur Rechtsgeschichte des Unteren Mühlviertels. WG, 32. Ausgabe, April 2010, S. 2–17 (ooegeschichte.at [PDF]).
- Leopold Josef Mayböck: Die Adelsfamilie Hoyos im Laufe der Geschichte. WG, 33. Ausgabe, Mai 2011, S. 2–24 (ooegeschichte.at [PDF]).
- Leopold Josef Mayböck: Der Maibaum – ein volkskundlicher Beitrag, Die laidige Seuch der Pestilenz, Ein Betrag über die Volksmedizin und das Gesundheitswesen in alter Zeit. WG, 34. Ausgabe, Mai 2012, S. 5–18 (ooegeschichte.at [PDF]).
- Leopold Josef Mayböck: Ehemalige Bewohner der Burg Windegg vom Mittelalter bis in die späte Neuzeit. WG, 35. Ausgabe, Mai 2013, S. 2–13 (ooegeschichte.at [PDF]).
- Leopold Josef Mayböck: Zusammengefasste Literatur über die Burg Windegg mit Schwerpunkt Burgkapelle. WG, 36. Ausgabe, Mai 2014, S. 2–19 (ooegeschichte.at [PDF]).
- Leopold Josef Mayböck: Burggrafen und Pfleger der Herrschaft Windegg im Spätmittelalter. WG, 37. Ausgabe, Mai 2015, S. 1–18 (ooegeschichte.at [PDF]).
- Leopold Josef Mayböck: Pfleger der Herrschaften Windegg/Schwertberg und sonstige Ereignisse im 16./17. Jahrhundert im Lande ob der Enns. Teil II. WG, 38. Ausgabe, Mai 2016, S. 2–18 (ooegeschichte.at [PDF]).
- Leopold Josef Mayböck: Das Leben und Wirken des Freiherrn Georg Erasmus von Tschernembl zwischen 1597 und 1620. WG, 39. Ausgabe, Mai 2017, S. 1–18  (ooegeschichte.at [PDF]).
- Leopold Josef Mayböck: Die Bewohner und Handwerker des Marktes Schwertberg im ausgehenden Spätmittelalter bis zum Beginn des 20. Jahrhunderts. WG, 41. Ausgabe, Mai 2019, S. 2–19 (ooegeschichte.at [PDF]).
- Leopold Josef Mayböck: Leonhard Hellfried von Meggau und Heinrich Wilhelm von Starhemberg. Ein Beitrag zur Herrschaftsgeschichte der vereinigten Herrschaften von Windegg-Schwertberg-Hart im 17. Jahrhundert. WG, 42. Ausgabe, Mai 2020, S. 2–17 (ooegeschichte.at [PDF]).

### Geschichtsblätter
- Leopold Josef Mayböck, Alfred Höllhuber: Der Markt Schwertberg und die Burg Windegg, Schwertberg 1997. Beitrag zum 700jährigen Marktjubiläum von Schwertberg und Tragwein im Jahre 1987 (= Arbeitskreis Windegg im Schwertberger Kulturring (Hrsg.): Geschichtsblätter. Band 1). Schwertberg 1987.
- Leopold Josef Mayböck: Die Herrschaften von Windegg und Schwertberg vom 14. bis 16. Jahrhundert. Beitrag zum 10-jährigen Bestandsjubiläum des Arbeitskreises Windegg im Schwertberger Kulturring im Jahre 1990 (= Arbeitskreis Windegg im Schwertberger Kulturring (Hrsg.): Geschichtsblätter. Band 2). Schwertberg 1990.

### Diverse veröffentlichte und unveröffentlichte Manuskripte
- Leopold Josef Mayböck: Keramisches Fundgut von der Ruine Mitterberg, Gemeinde Perg, Oberösterreich. In: Anzeiger, Österreichische Akademie der Wissenschaften, phil.-hist. Klasse, 1985.
- Leopold Josef Mayböck: Feldfunde von früh-, hoch- und spätmittelalterlichen Keramikfragmenten aus dem Raum Ried in der Riedmark, Bezirk Perg, Oberösterreich. Gezeichnet und bearbeitet, Schwertberg 1991.
- Leopold Josef Mayböck: Funde von hoch-, spätmittelalterlichen und neuzeitlichen Keramikfragmenten und von Gegenständen aus Metall und Glas aus der Burgruine Windegg, Gemeinde Schwertberg, Bezirk Perg, Oberösterreich. Gezeichnet und bearbeitet, Schwertberg 1993.
- Leopold Josef Mayböck: Keramisches Fundgut von der Ruine Mitterberg, Gemeinde Perg, Oberösterreich. Töpfermarken, II. Teil. In: Beiträge zur Mittelalterarchäologie in Österreich. Band 11, 1995, S. 93–110 (PDF auf univie.ac.at).
- Leopold Josef Mayböck: Die Hochfreien von Schönhering/Blankenberg. Unveröffentlichtes Manuskript, Schwertberg 1995.
- Leopold Josef Mayböck: Pierbach und sein Umland in Urkunden. In: Alfred Höllhuber: Der Hausberg an der Großen Naarn. Reichenstein 2004, S. 80–85.
- Leopold Josef Mayböck: Ein Beitrag zur Besiedlungsgeschichte des Unteren Mühlviertels. Schwertberg 2006, Abschnitt IX, S. 1–20 (ooegeschichte.at [PDF]).
- Leopold Josef Mayböck: Zur Geschichte der Gerichtsbarkeit im Unteren Mühlviertel. Gesammelte Unterlagen, Bildmaterial und diverse Manuskripte, Schwertberg 2006.
- Leopold Josef Mayböck: Flurnamensammlung im Unteren Mühlviertel. Manuskripte noch nicht vollständig.
- Leopold Josef Mayböck: Eine besiedlungsgeschichtliche Abhandlung über das Gebiet zwischen der Großen Mühl und dem Haselgraben im Hoch-Spätmittelalter bis in die Neuzeit. Schwertberg 2018, S. 1–89 (ooegeschichte.at [PDF]; mit Schwerpunkt auf den Burgen Waxenberg und Rotenfels).

## Auszeichnungen
- Ehrennadel in Bronze der Stadtgemeinde Perg
- Konsulent für Denkmalpflege der Oberösterreichischen Landesregierung